# John Foxx
John Foxx és el pseudònim artístic del músic anglès Dennis Leigh. Originàriament va ser el cantant del grup "Tiger Lily", embrió d'Ultravox, fins a l'any 1979, any en què va decidir d'iniciar la seva carrera en solitari. Entre 1980 i 1985 publicà quatre discos de synthpop molt influents, particularment el primer, Metamatic. Després de 1985, Foxx va dedicar-se al disseny gràfic, conferències i al disseny de portades de llibres d'escriptors com Salman Rushdie, a més de participar en projectes musicals paral·lels com Nation 12, discos de música ambient i col·laboracions amb Harold Budd, Anne Clark i el músic de Manchester Louis Gordon.

## Biografia

### Amb Ultravox
Leigh va fundar el grup Tiger Lily el 1974, precursor d'Ultravox, grup amb qui va editar tres àlbums en què el seu estil canvià progressivament, des del glam fins al synthpop, amb tocs puntuals de punk. L'estada de John Foxx a Ultravox durà fins al 1979; després d'haver estat despatxats per la seva discogràfica (Island Records), Ultravox iniciaren una gira totalment autofinançada pels Estats Units que, si bé fou ben rebuda, posà a prova les relacions entre els membres de la banda: així, després d'un últim concert a San Francisco, Foxx i els seus companys acordaren que, un cop a Anglaterra, cadascú seguiria el seu camí.

### Carrera en solitari: 1980-1985
Durant aquest període Foxx enregistrà quatre àlbums amb la discogràfica Virgin Records. Seguint l'orientació cap al synthpop que havien mostrat els últims discos d'Ultravox, Foxx utilitzà teclats com l'ARP Odyssey i l'Elka String Machine i la caixa de ritmes Roland CR-78 per construir el so del seu primer disc, Metamatic (1980), un àlbum auster, dur i minimalista, amb què aconseguí diverses entrades a les llistes britàniques, gràcies als senzills "Underpass" (número 35 a Gran Bretanya) i "No one driving" (número 32).
El següent disc de Foxx, The Garden, aparegué el 1981 amb un so clarament diferenciat del del seu predecessor; el nou Foxx sonava més orgànic, degut a la inclusió d'instruments acústics com la guitarra, el piano i la bateria, donant com a resultat un estil no gaire allunyat del que havia mostrat amb Ultravox al disc Systems of Romance; de fet, l'àlbum inclou una cançó amb aquest mateix títol, composta per Foxx quan encara era membre d'Ultravox. Aquest disc (i els posteriors) fou enregistrat a l'estudi musical de Foxx, "The Garden", que posteriorment acolliria sessions de grups com Depeche Mode.
Per al seu tercer disc, The Golden Section (1983) —co-produït per Zeus B. Held—, Foxx decidí de fer un "retorn a les arrels"; així, el disc és un homenatge als Beatles i al rock psicodèlic dels anys 60, interpretat amb una combinació d'instruments tradicionals (com el sitar) i d'altres d'electrònics, com el vocoder o el sampler Fairlight CMI. Per promocionar el disc Foxx feu una gira a finals de 1983, durant la qual feu un concert a la sala barcelonina "Studio 54".
Tot i l'èxit de la gira, Foxx cada vegada se sentia més distanciat dels corrents musicals predominants a l'època; aquest distanciament quedà reflectit al seu quart disc, In Mysterious Ways (1985), especialment influït per Van Morrison i Lou Reed. Ni "In Mysterious Ways" ni els seus senzills ("Stars on fire", "Enter the angel") no van tenir l'èxit del seu material anterior i, com a conseqüència, Foxx deixà aparcat el seu projecte musical orientat cap al pop (tot i que el 1992 publicà la recopilació Assembly) i es concentrà en el disseny gràfic. A principis dels 90 Foxx participà en el projecte Nation 12, inspirat per la música house, editant dos maxi-singles. També col·laborà amb el grup LFO i compongué música per a diversos jocs d'ordinador.

### Reaparició
Foxx tornà a l'actualitat musical el 1997 amb dos discos, Shifting City (en col·laboració amb el músic Louis Gordon) i Cathedral Oceans. Si bé "Shifting City" connecta amb el synthpop dels seus treballs a la dècada anterior, "Cathedral Oceans" és molt més ambiental i relaxant, i entre les seves influències hi destaquen Brian Eno, Cluster i Harold Budd.
En els anys posteriors, Foxx combinà la publicació de discos en solitari (l'últim, Tiny Colour Movies, del 2006) amb material compost amb Louis Gordon, col·laboracions puntuals amb Harold Budd (amb qui publicà un disc el 2003 (Drift Music), posant veus el 2005 al tema "Dislocated", del DJ finlandès Jori Hulkkonen i amb un disc complet del projecte Nation 12, Electrofear. El 14 de juny de 2008 Foxx presentà "Tiny Colour Movies" a l'espai Caixafòrum de Barcelona.
Fora de l'àmbit musical, Foxx ha col·laborat fent conferències, exposicions fotogràfiques i dissenys de portades de discos.

## Discografia
- 1980: Metamatic
- 1981: The Garden
- 1983: The Golden Section
- 1985: In Mysterious Ways
- 1997: Cathedral Oceans
- 1997: Shifting City (amb Louis Gordon)
- 2001: The Pleasures of Electricity (amb Louis Gordon)
- 2003: Cathedral Oceans II
- 2003: Crash and Burn (amb Louis Gordon)
- 2003: Translucence/Drift Music (amb Harold Budd)
- 2005: Cathedral Oceans III